# سيد سناء الله المكتي
سيّد سناء الله المكتي ، (بالماليالامية: സനാഉല്ലാ മക്തി തങ്ങൾ) هو كان رائد النهضة في المجتمع الإسلامي في مليبار في الهند في عهد البريطانية ومدافع عن التعليم الحديث بين المجتمع المتخلف في مابيلا . وعالم من العلماء المسلمين في مليبار كان بارزًا كأول عالم مسلم وأول القادة السلفية في كيرلا.وكان يسعي للنشر معارف والعلوم و أهمية الثقافة المتقدمة وضرورة التعليم الحديث لتحقيق إصلاح المعرفة أي يجدد أحوال الدنيوية . بدأ حياته المهنية كمفتش المكوس تحت الحكومة البريطانية في الهند ثم استقال بعد ذلك من منصبه للدفاع الإسلام وردود شبهات من جهة أعلام المسيحيين. كان مفكرا وداعيا إلى اللهوكان ناقد أدبي هندي صنع العديد من المجالات مثل الإصلاح الديني، الإصلاح التربوي ، كان سناء الله المكتي بطلاً للنهضة. ولغوي المليباري هو أول من الف كتابا في  المليبارية من جهة مسلمين لذالك يُعرف باسم .«شجاع اللغة الأم».له تصانيف عدة منها كدوارى كودارم بالمليبارية  